# Paracanthonchus suecicus
Paracanthonchus suecicus är en rundmaskart som först beskrevs av Allgen 1929.  Paracanthonchus suecicus ingår i släktet Paracanthonchus och familjen Cyatholaimidae. Inga underarter finns listade i Catalogue of Life.